# Katedra w Asyżu
Katedra św. Rufina w Asyżu (San Rufino) – kościół romański z XII wieku znajdujący się w Asyżu, w Umbrii.
Początkowo w tym miejscu mieściła się bazylika z VIII wieku zbudowana w celu złożenia szczątków św. Rufina. Na początku XI wzniesiono drugi kościół na polecenia biskupa Ugone, który przeniósł tutaj siedzibę biskupią. Budowę obecnej świątyni rozpoczęto w 1140 r. pod kierunkiem Jano z Gubio na polecenie biskupa Clarissimo. W tym kościele św. Franciszek wygłosił swoje pierwsze kazanie. Obok kościoła wznosi się dzwonnica z zegarem, wzniesiona na kwadratowym planie. Jej dolna część pochodzi z poprzedniego kościoła zbudowanego w XI wieku.

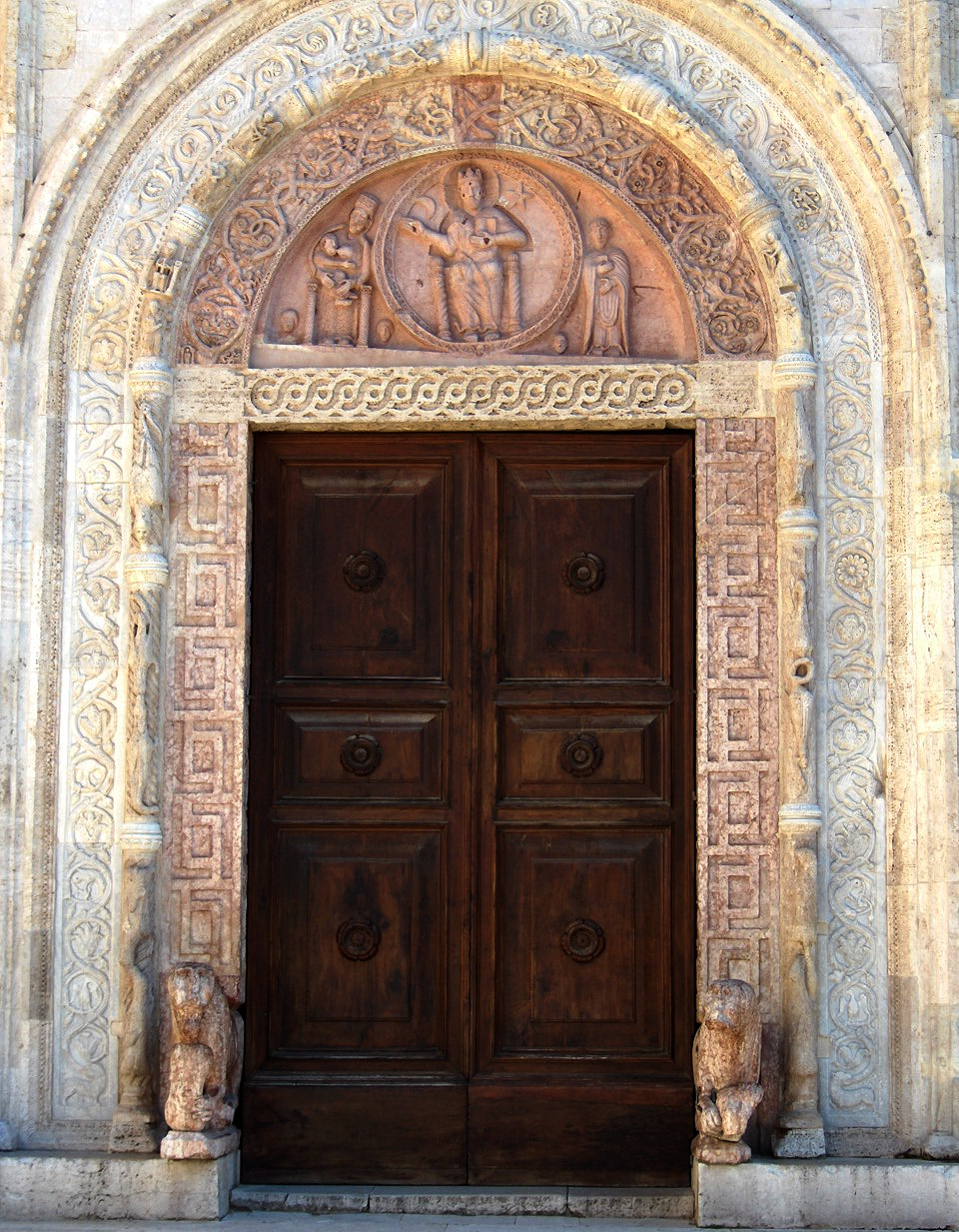
Środkowy portal

Fasada ozdobiona jest trzema rozetami umieszczonymi nad trzema portalami oraz licznymi rzeźbami i fryzem arkadkowym. U podstawy głównego portalu znajdują się dwa lwy, z których jeden trzyma w paszczy człowieka, a drugi kozła. U podstawy bocznych portali umieszczone są zaś gryfy. W tympanonie głównego portalu jest koło, a w nim ukazany jest Chrystus triumfujący, poza kołem umieszczono postacie Matki Boskiej karmiącej i św. Rufina. W tympanonie lewego portalu znajdują się dwa lwy, a prawego – dwa duże ptaki. Środkową część fasady rozpoczyna pozioma loggia rozciągająca się na całą szerokość fasady. Zamykają ją dwa kamienne wilki. Ponad loggią znajdują się trzy rozety, pod środkową z nich znajdują się trzy kariatydy podtrzymywane przez zwierzęta. Po obu stronach rozety umieszczone są rzeźby symbolizujące czterech Ewangelistów. Górna część fasady zawiera ostrołuk, w którym prawdopodobnie miała znajdować się mozaika.
W latach 1571–1578 przebudowano wnętrze katedry nadając jej późnorenesansowy wystrój. Wnętrze jest trzynawowe, z ołtarzami we wszystkich trzech nawach. Obok głównego wejścia stoją figury św. Klary i św. Franciszka. W kościele zachowana jest chrzcielnica, w której zostali ochrzczeni św. Franciszek i św. Klara (w tym okresie była to jedyna chrzcielnica w Asyżu i znajdowała się w kościele M.B Większej – Santa Maria Magiorre). Pod głównym ołtarzem pochowany jest św. Rufin. Przylegająca do katedry Kaplica Najświętszego Sakramentu w stylu barokowym ozdobiona jest freskami Giorettiego, Carboniego i Ciro Ferrittiego. W Kaplicy Matki Boskiej Płaczącej (Capella della Madonna del Pianto) znajduje się kopia XV-wiecznej, niedawno skradzionej piety.

## Galeria

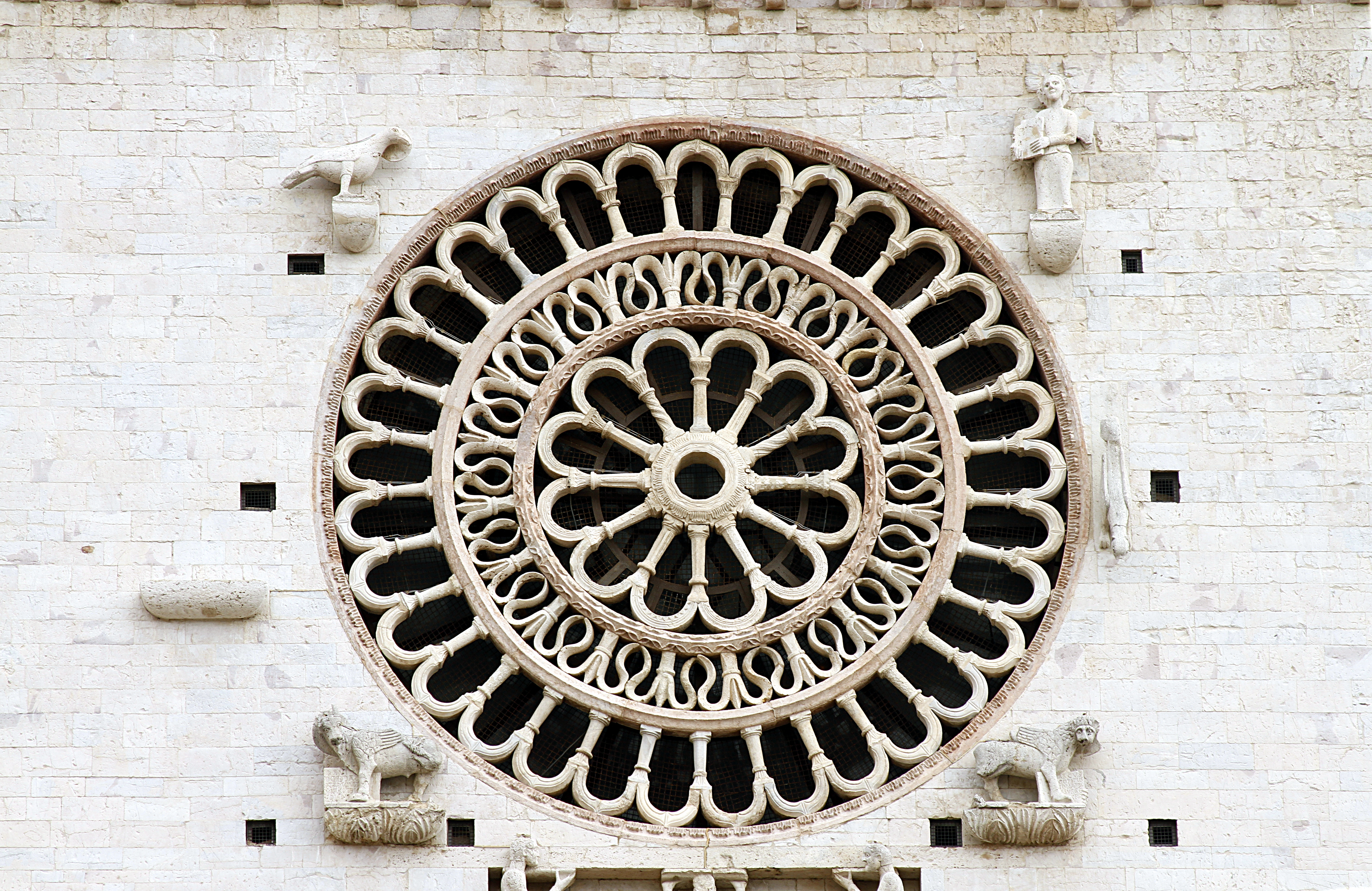
Środkowa rozeta
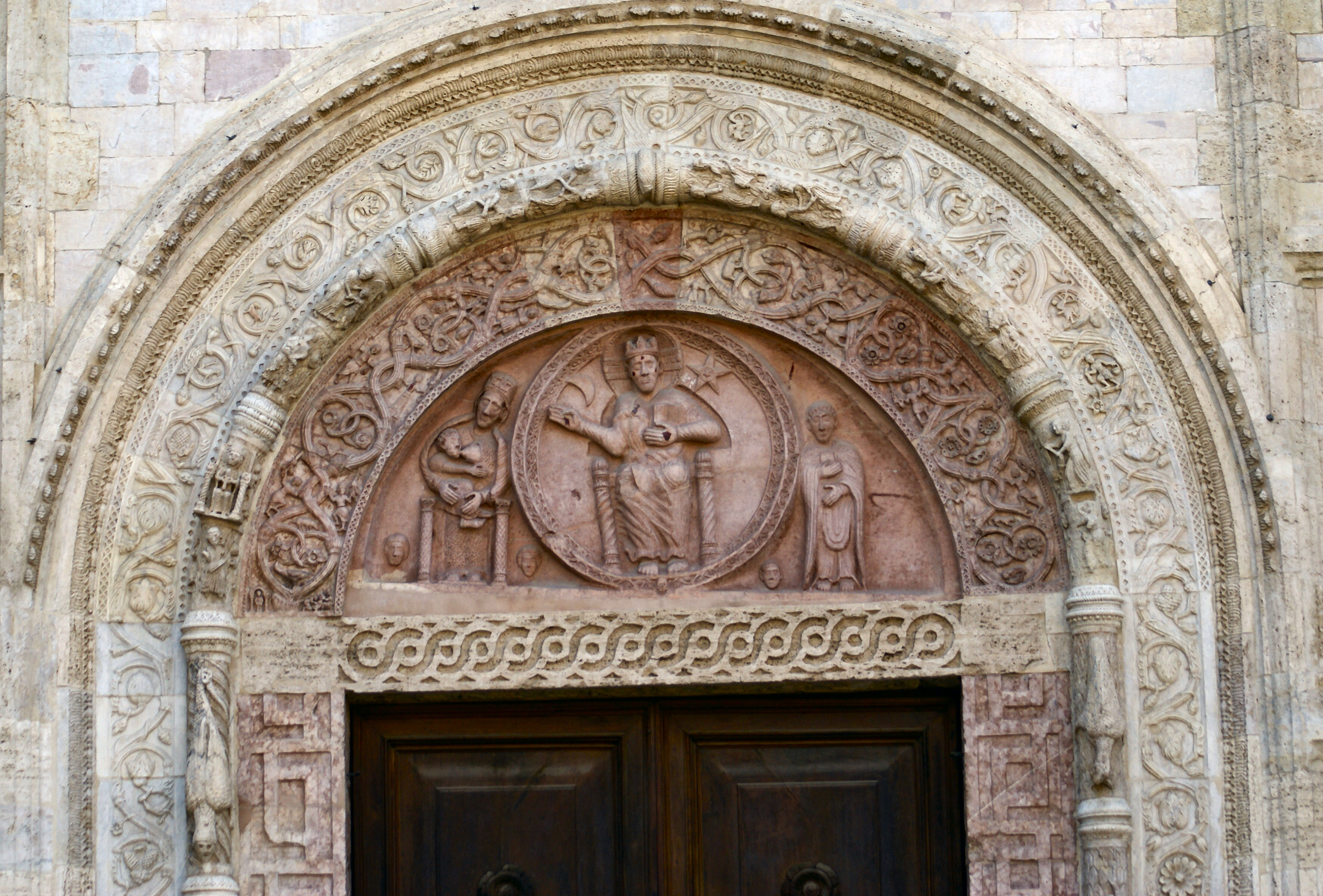
Środkowy portal, tympanon
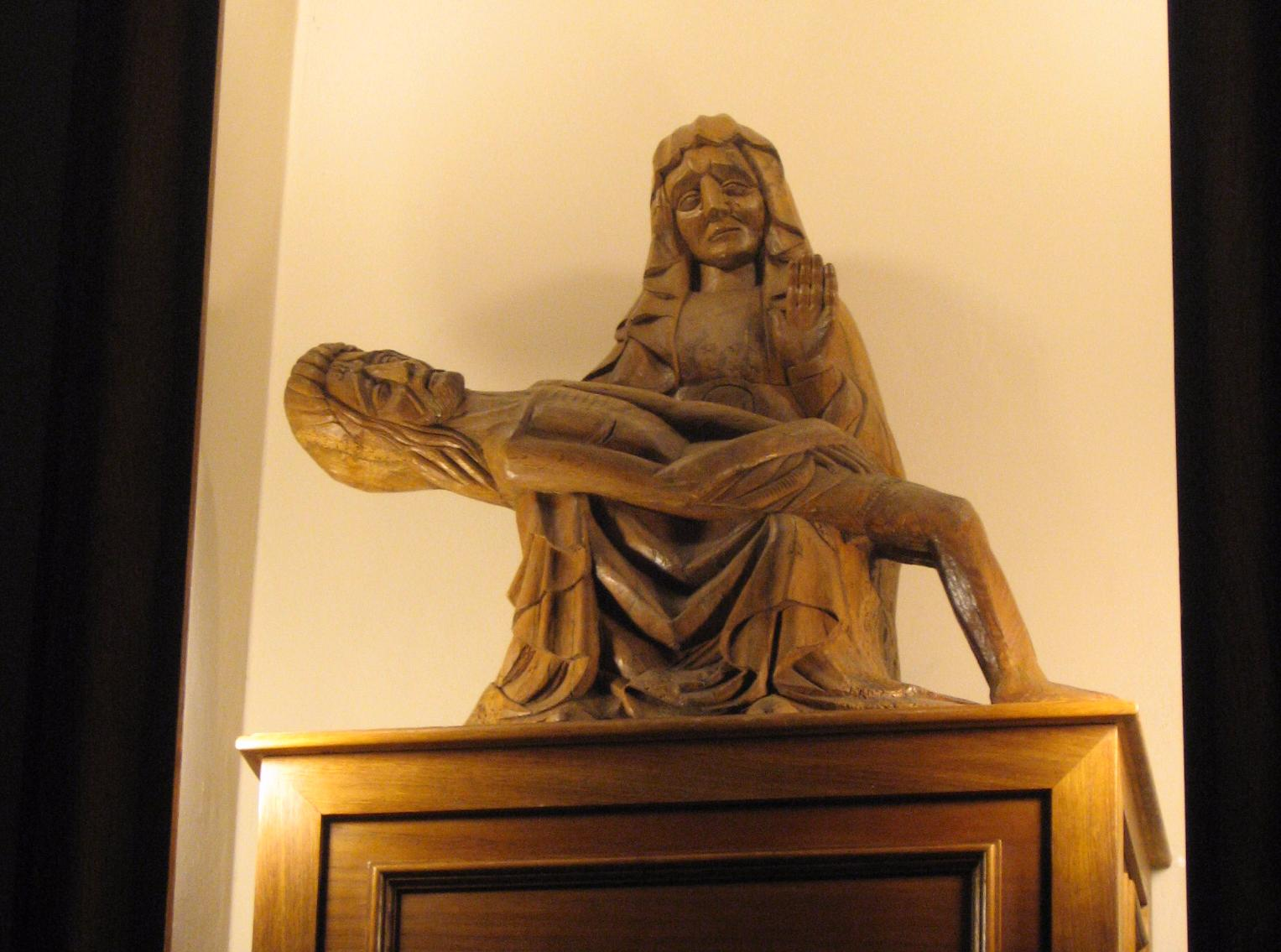
Pietà